# 84 Klio
84 Klio (mednarodno ime je tudi 84 Klio, starogrško starogrško Κλειώ: Kleió) je velik in temen asteroid tipa G v glavnem asteroidnem pasu. 

## Odkritje
Asteroid je odkril Karl Theodor Robert Luther (1822–1900) 25. avgusta 1865.. Asteroid je poimenovan po Klio, muzi zgodovine v grški mitologiji.

## Lastnosti
Asteroid Klio obkroži Sonce v 3,63 letih. Njegova tirnica ima izsrednost 0,236, nagnjena pa je za 9,334° proti ekliptiki. Njegov premer je 79,16 km, okrog svoje osi pa se zavrti 5,8 urah .
Asteroid Klio povzroča motnje pri gibanju asteroida 52 Evropa. Iz velikosti motenj so izračunali, da bi asteroid Evropa lahko imel maso 1,68×1020 kg, To bi pomenilo, da bi imel asteroid Evropa neverjetno veliko gostoto 10,6 g/cm³. V prihodnosti bo potrebno natančneje določiti masi obeh asteroidov.

## Okultacije
2. aprila 1997 so opazovali okultacijo s precej temno zvezdo.